# Hartmannsdorf-Reichenau
Hartmannsdorf-Reichenau é um município da Alemanha, situado no distrito de Sächsische Schweiz-Osterzgebirge, no estado da Saxônia. Tem 28,31 km² de área, e sua população em 2019 foi estimada em 1.017 habitantes.